# 전주지방검찰청
전주지방검찰청(全州地方檢察廳)은 전주지방법원에 대응하여 대응하여 항소사건에 대한 소송 유지 및 항고사건 처리와 행정소송을 비롯해 국가를 당사자로 하는 소송사건을 수행하고 진행을 돕기 위하여 설립된 대한민국 검찰청 광주고등검찰청 소속기관으로 전주지방검찰청 검사장은 차관급 예우를 받는다. 전북특별자치도 전주시 덕진구 가인로 11(만성동 1258-1)에 위치하고 있다.

## 연혁
- 1905년 8월 10일 전주재판소(칙령 제114호) 신설(전주시 중앙동1가 1)
- 1908년 1월 10일 광주지방재판소 소속 전주구재판소 검사국 설치
- 1908년 8월 1일 전주구 재판소 개청
- 1909년 10월 31일 법부폐지(일제의 국권침탈로 인함)
- 1909년 11월 1일 광주지방재판소 소속 전주구 재판소 검사국 설치
- 1912년 4월 1일 광주지방법원 전주지청 검사분국으로 개칭(조선총독부 재판소령 개정)
- 1923년 5월 23일 청사를 전주시 경원동 3가 70-1로 이전
- 1947년 1월 1일 전주지방법원 검사국이 전주지방검찰청으로 개청
- 1948년 7월 17일 정부조직법 제정으로 법무부 설치
- 1948년 8월 15일 검찰청이 사법부에서 법무부 소속으로 변경
- 1949년 12월 20일 검찰청법 제정 공포
- 1959년 6월 30일 전주지방검찰청 청사 신축(전주시 경원동 3가 70-1. 구 청사)
- 1977년 6월 17일 전주지방검찰청 청사 신축 이전(전주시 덕진구 덕진동1가 1416-1)
- 1987년 11월 3일 전주지방검찰청 별관 신축
- 1996년 12월 20일 전주지방검찰청 신관 신축
- 2019년 12월 9일 전주지방검찰청 청사 신축 이전(전주시 덕진구 가인로 11(만성동 1258-1))

## 조직

### 전주지방검찰청 검사장

#### 차장검사

##### 사무국
- 총무과
- 사건과
- 집행과
- 수사과

## 관할구역

### 행정구역
- 2시: 전주시, 김제시
- 4군: 완주군, 임실군, 진안군, 무주군

### 검찰청
- 군산지청
- 남원지청
- 정읍지청

## 소속기관

### 군산지청
- 주소: 전북특별자치도 군산시 법원로 70

### 남원지청
- 주소: 전북특별자치도 남원시 용성로59

### 정읍지청
- 주소: 전북특별자치도 정읍시 수성6로 27

## 역대 전주지방검찰청 검사장
제 1 대 최대교 1945년 11월 19일 ~ 1948년 11월 19일	

제 2 대 정재환 1948년 11월 20일 ~ 1949년 9월 15일	

제 3 대 박천일 1949년 9월 16일 ~ 1951년 8월 28일	

제 4 대 정순석 1951년 8월 29일 ~ 1952년 7월 17일	

제 5 대 최세황 1952년 7월 18일 ~ 1954년 4월 6일	

제 6 대 윤준영 1954년 4월 7일 ~ 1957년 10월 4일	

제 7 대 주운화 1957년 10월 5일 ~ 1958년 9월 9일	

제 8 대 강용권 1958년 9월 10일 ~ 1960년 6월 26일	

제 9 대 허만호 1960년 6월 27일 ~ 1960년 9월 24일	

제 10 대 유태영 1960년 9월 25일 ~ 1962년 4월 11일	

제 11 대 서주연 1962년 4월 12일 ~ 1963년 5월 30일	

제 12 대 조태형 1963년 5월 31일 ~ 1964년 3월 16일	

제 13 대 나길조 1964년 3월 17일 ~ 1966년 11월 19일	

제 14 대 조태형 1966년 11월 20일 ~ 1968년 5월 31일	

제 15 대 박원호 1968년 6월 1일 ~ 1969년 8월 2일	

제 16 대 김병기 1969년 8월 3일 ~ 1971년 8월 27일	

제 17 대 민흥식 1971년 8월 27일 ~ 1973년 4월 5일	

제 18 대 강의석 1973년 4월 6일 ~ 1975년 9월 30일	

제 19 대 강우영 1975년 10월 1일 ~ 1976년 2월 29일	

제 20 대 설동훈 1976년 3월 1일 ~ 1977년 2월 16일	

제 21 대 정태균 1977년 2월 17일 ~ 1978년 2월 10일	

제 22 대 심성택 1978년 2월 10일 ~ 1979년 2월 19일	

제 23 대 주문기 1979년 2월 20일 ~ 1980년 6월 9일 	

제 24 대 유태선 1980년 6월 10일 ~ 1980년 7월 28일	

제 25 대 백광현 1980년 7월 29일 ~ 1981년 4월 27일	

제 26 대 이영기 1981년 4월 28일 ~ 1983년 7월 24일	

제 27 대 서정신 1983년 7월 25일 ~ 1985년 3월 4일	

제 28 대 김주한 1985년 3월 5일 ~ 1986년 5월 1일	

제 29 대 황길수 1986년 5월 2일 ~ 1987년 6월 7일	

제 30 대 유순석 1987년 6월 8일 ~ 1989년 3월 28일	

제 31 대 문종수 1989년 3월 29일 ~ 1991년 4월 17일	

제 32 대 김현철 (법조인) 1991년 4월 18일 ~ 1992년 7월 28일	

제 33 대 김정길 (법조인) 1992년 7월 29일 ~ 1993년 3월 16일	

제 34 대 심상명 1993년 3월 17일 ~ 1993년 9월 20일	

제 35 대 송정호 1993년 9월 21일 ~ 1994년 9월 15일	

제 36 대 박인수 1994년 9월 17일 ~ 1995년 9월 19일	

제 37 대 김수장 (법조인) 1995년 9월 20일 ~ 1997년 1월 22일	

제 38 대 강신욱 1997년 1월 23일 ~ 1997년 8월 13일	

제 39 대 신승남 1997년 8월 14일 ~ 1998년 3월 22일	

제 40 대 최병국 1998년 3월 23일 ~ 1999년 2월 4일	

제 41 대 이종찬 (1946년) 1999년 2월 22일 ~ 1999년 6월 8일	

제 42 대 박주환 1999년 6월 9일 ~ 2000년 1월 26일	

제 43 대 정진규 2000년 2월 3일 ~ 2000년 7월 14일	

제 44 대 김종빈 2000년 7월 15일 ~ 2001년 5월 31일	

제 45 대 박태종 2001년 6월 1일 ~ 2002년 2월 7일	

제 46 대 임내현 2002년 2월 8일 ~ 2003년 3월 12일	

제 47 대 강충식 2003년 3월 21일 ~ 2004년 5월 31일	

제 48 대 이동기 2004년 6월 1일 ~ 2005년 4월 7일	

제 49 대 이복태 2005년 4월 8일 ~ 2006년 2월 5일	

제 50 대 김종인 (법조인) 2006년 2월 6일 ~ 2007년 3월 4일	

제 51 대 박영관 2007년 3월 5일 ~ 2008년 3월 10일	

제 52 대 채동욱 2008년 3월 11일 ~ 2009년 1월 18일	

제 53 대 민유태 2009년 1월 19일 ~ 2009년 5월 20일	

제 54 대 이재원 2009년 5월 21일 ~ 2009년 8월 11일	

제 55 대 송해은 2009년 8월 12일 ~ 2010년 7월 14일	

제 56 대 정동만 2010년 7월 15일 ~ 2011년 8월 21일 	

제 57 대 임권수 2011년 8월 22일 ~ 2012년 7월 17일	

제 58 대 김경수 (법조인) 2012년 7월 18일 ~ 2012년 12월 5일	

제 59 대 최재경 2012년 12월 6일 ~ 2013년 4월 9일	

제 60 대 이영렬 2013년 4월 10일 ~ 2013년 12월 23일	

제 61 대 이창재 2013년 12월 24일 ~ 2015년 2월 10일	

제 62 대 신유철 2015년 2월 11일 ~ 2015년 12월 23일	

제 63 대 장호중 2015년 12월 24일 ~ 2017년 7월 31일	

제 64 대 송인택 2017년 8월 1일 ~ 2018년 6월 21일 

제 65 대 윤웅걸 2018년 6월 22일 ~ 2019년 7월 30일 

제 66 대 권순범 2019년 7월 31일 ~ 2020년 1월 12일 

제 67 대 노정연 2020년 1월 13일 ~ 2020년 8월 10일 

제 68 대 배용원 2020년 8월 11일 ~ 2021년 6월 10일 

제 69 대 문성인 2021년 6월 11일 ~ 2022년 6월 26일 

제 70 대 문홍성 2022년 6월 27일 ~ 2023년 8월 24일 

제 71 대 이창수 2023년 9월 7일 ~ 2024년 5월 15일 

제 72 대 박영진 2024년 5월 16일 ~ 2025년 7월 29일 

제 73 대 신대경 2025년 7월 29일 ~ 

## 같이 보기
- 전주지방법원